# Eduard Norden
Eduard Norden, född den 21 september 1868, död den 29 juli 1941 i Zürich, var en tysk klassisk filolog, bror till Walter Norden.
Norden blev 1893 extra ordinarie professor i Greifswald, ordinarie där 1895, 1898 i Breslau och 1906 i Berlin. Han blev emeritus 1935 och emigrerade 1939 till Schweiz. Norden utgav bland annat Beiträge zur Geschichte der antiken Philosophie (i Jahrbücher für classische Philologie, 1893) och Die antike Kunstprosa vom VI. Jahrhundert v. Chr. bis in die Zeit der Renaissance (2 band, 1898, 2:a oförändrade upplagan 1909). Norden var en av de båda utgivarna (den andre var Alfred Gercke) av Einleitung in die Altertumswissenschaft (1910, 1911). År 1919 fick han med Wallace Lindsay dela Turinakademiens stora Vallauripris.